# Paralygdamia madecassa
Paralygdamia madecassa är en bönsyrseart som beskrevs av Henri Saussure och Leo Zehntner 1895. Paralygdamia madecassa ingår i släktet Paralygdamia och familjen Tarachodidae. Inga underarter finns listade i Catalogue of Life.